# سلطان إبراهيم الكليب
سلطان إبراهيم الكليب، من مواليد 1889 ، توفي في 18 أغسطس 1952 ، اقتصادي وسياسي كويتي.

## عن حياته
انعقد في ديوانه المجلس الذي أسس أول مكتبة في الكويت، وبعد استقالة مدير المكتبة يوسف بن عيسى القناعي، عُيّن مديرا للمكتبة. ، وكان عضو في مجلس المعارف في عام 1936، وعضو في المجلس البلدي في عام 1937، وعمل مديرا لدائرة الأشغال في عام 1938، وعمل مديرا للبلدية في عام 1939. ، كما عيّن مدير أول شركة للكهرباء في الكويت التي تأسست في عام 1933. ، وانتخب عضوا في المجلس التشريعي الكويتي الأول والمجلس التشريعي الكويتي الثاني في عام 1938 و 1939.